# Entosphenus lethophagus
Entosphenus tridentatus – gatunek  bezżuchwowca z rodziny minogowatych (Petromyzontidae). 

## Zasięg występowania
Południowy Oregon i północna Kalifornia w USA, dorzecza rzek Pit oraz Klamtah (rzadko).

## Budowa ciała
Osiąga zwykle 12,5 -18,5 cm długości (max. 22 cm). Procentowe proporcje długości poszczególnych części ciała są następujące: odcinek przedskrzelowy 8,2-13,3%, odcinek skrzelowy 8,4-10,8%, tułów 43,4-51,6%, ogon 28,8-35,3%, oko 1,6-3,2%, przyssawka 4,1-6,1%. Wzdłuż tułowia 58-73 miomery.

## Biologia i ekologia
Jest gatunkiem słodkowodnym, osiadłym. Żyje w czystych, szybko płynących strumieniach. Ślepice są spotykane w pobliżu kęp roślinności i łach piasku. Nie jest gatunkiem pasożytniczym.